# Синьооківка
Синьоо́ківка — село в Україні,у Золотоніському районі Черкаської області, підпорядковане Вознесенській сільській громаді.

## Розташування
Село розташоване за 11 км від районного центру — міста Золотоноша вздовж 4,5 км річки Кропивна. Сусідить із селами Крупське, Хрущівка, Богуславець, Вознесенське та Богодухівка. Загальна площа адмінмеж села — 2135,6 га. В селі 347 дворів із населенням 740 мешканців (на 2007 рік).
Розташоване за 4,5 км від залізничної станції Пальміра, де зупиняється поїзд Київ-Одеса та приміські поїзди Гребінка-Шевченка через Черкаси.

## Історія
Перша згадка про село відноситься до 1754 року, в історичних документах значиться як «деревня Синеоковка». Щодо походження назви існують дві версії. За однією з них село отримало назву від його власника Андрієвського-Синьоока, за іншою — від імені першопоселенця Дорофія Синьоока. Синьоок доволі поширене прізвище і нині як у селі, так і на Золотоніщині.
В «описах Київського намісництва» кінця XVIII століття сказано, що Синьооківка належала Золотоніській сотні. У селі на 80-ті роки XVIII століття було всього 52 двори із населенням 229 мешканців. Тут жило двоє дворян та один різночинець, 8 дворів належало козакам-підпомічникам, 44 — посполитим і козацьким підсусідкам. Найбільшими площами родючих земель володіли колезький асесор Андрієвський-Синьооков і колезький радник Степан Томара.
Селище є на мапі 1816 року як Синіоківка.
Історичні документи середини XIX століття засвідчили велике заворушення селян Синьооківки як відповідь на їх нещадну експлуатацію поміщиком Лукашевичем. Він змушував працювати кріпаків навіть у недільні і святкові дні. З бунтівливими селянами жорстоко розправилися: вісьмох з них відшмагали різками за «неповиновение владельцу».
Синьооківка була приписана до Іоанно-Богословської церкви у Крупському, а у 1886 мала свою Успенську церкву.
На початку ХХ століття Синьооківка відносилась Вознесенській волості Золотоніського повіту. У селі тоді було 145 дворів, з них 107 селянських і 18 козацьких. Населення становило 806 мешканців. За 130 років кількість населення зросла у 3,5 раза. Грамоту знали 188 синьооківців, це становило 23,3 %. Двох мешканців села статистики віднесли до інтелігенції.
У 1929 році, під час примусової колективізації, в селі було створено колгосп «Червоний шлях».
У роки радянсько-німецької війни 298 селян брали участь у бойових діях, з них 107 осіб загинули, 185 — нагороджені бойовими орденами та медалями. 23 вересня 1943 року село було відвойоване.

## Сучасність
Базовим підприємством села є СТОВ «Синьооківське», якому належить 1364 га землі. На території села працюють 3 магазини — 2 продуктові та 1 промтоварний, фельдшерсько-акушерський пункт, дитячий садок, Будинок культури, школа.

## Відомі люди
В селі народилися й виросли:
- Любов Василівна Рисятова — перший заступник директора Черкаської дирекції банку «Аваль»;
- Копиця Василь Гаврилович тривалий час завідував Чорнобаївським відділом народної освіти;
- Кир'яченко Сергій Петрович — кандидат сільськогосподарських наук, голова АТ «Рось» села Гельмязів, заслужений працівник сільського господарства;
- Васильченко Анатолій Юрійович — заступник начальника управління МНС ЦО Черкаської області, полковник;
- Гришко Микола Кирилович — голова Шполянської райдержадміністрації, директор Тальнівського радгоспу-технікуму;
- Капля Микола Миколайович — поет, серед його творів «Я із села», «Ветерани»;
- Ничипорук Ніна Дмитрівна — сільська поетеса.

### Зовнішні посилання
- Інформація про село на сайті who-is-who.com.ua[недоступне посилання з травня 2019]